# Йосиповицька сільська рада
Йосиповицька сільська рада — орган місцевого самоврядування у Стрийському районі Львівської області. Адміністративний центр — село Йосиповичі.

## Загальні відомості
Водоймища на території, підпорядкованій даній раді: річка Бережниця.

## Населені пункти
Сільській раді підпорядковані населені пункти:
- с. Йосиповичі

## Склад ради
Рада складається з 16 депутатів та голови.

### Керівний склад попередніх скликань
| ПІБ                       | Основні відомості                                                               | Дата обрання | Дата звільнення |
| ------------------------- | ------------------------------------------------------------------------------- | ------------ | --------------- |
| Грунда Йосип Степанович   | Сільський голова, 1978 року народження, безпартійний                            | 26.03.2006   | 31.10.2010      |
| Лапай Мирослава Миронівна | Сільський голова, 1970 року народження, освіта середня спеціальна, позапартійна | 31.10.2010   |                 |

Примітка: таблиця складена за даними джерела